# Myrichthys pantostigmius
Myrichthys pantostigmius (Jordan e McGregor, 1898)  è un pesce osseo marino appartenente alla famiglia Ophichthidae.

## Distribuzione e habitat
Questa specie è endemica delle isole Revillagigedo e Clipperton nell'oceano Pacifico orientale di fronte alle coste messicane.
È una specie costiera che si può trovare fino a 20 metri di profondità. Vive su fondali di sabbia mista a rocce.

## Descrizione
Come tutti gli anguilliformi ha corpo molto allungato con le pinne dorsale, caudale e anale unite e pinne ventrali assenti. Le narici sono poste su un breve tubulo. Il muso è ottuso. Le pinne pettorali sono brevi, con lunghezza inferiore alla base. La livrea è bruno chiara con numerose macchie scure sui fianchi che sconfinano nella parte inferiore della pinna dorsale. La parte inferiore della testa è coperta di punti più piccoli e la pinna dorsale è bordata di bianco.
La taglia massima nota è di 49,4 cm.

## Biologia
Poco nota. È una specie bentonica.

## Conservazione
Nonostante l'areale ridotto a sole 5 isole in due arcipelaghi non sembrano esistere particolari impatti dovuti all'uomo o a cause naturali. Non è soggetto a prelievo e il suo habitat non sembra sensibile al riscaldamento globale. Per questi motivi viene classificato dalla Lista rossa IUCN come "a rischio minimo".